# International Electrotechnical Commission
International Electrotechnical Commission är en internationell standardiseringsorganisation vars främsta syfte är att arbeta fram och fastställa internationella standarder inom elektroteknik, elektronik och relaterad teknologi. IEC-standarder täcker ett brett utbud av teknologier från kraftgenerering, överföring och distribution till hushållsapparater och kontorsutrustning, halvledare, fiberoptik, batterier, solenergi, nanoteknik och marin energi, såväl som många andra. IEC hanterar också fyra globala system för bedömning av överensstämmelse som certifierar att utrustning, system eller komponenter överensstämmer med dess internationella standarder. 
All elektroteknik omfattas av IEC-standarder, inklusive energiproduktion och distribution, elektronik, magnetism och elektromagnetism, elektroakustik, multimedia, telekommunikation och medicinsk teknik, samt tillhörande allmänna discipliner som terminologi och symboler, elektromagnetisk kompatibilitet, mätning och prestanda, pålitlighet, konstruktion och utveckling, säkerhet och miljö. 

## Historik
Den första internationella elektriska kongressen ägde rum 1881 vid den internationella utställningen för elektricitet, som hölls i Paris. Vid det mötet enades man om det internationella systemet för elektriska och magnetiska enheter. 
International Electrotechnical Commission grundades 1906 med Lord Kelvin som dess förste ordförande.

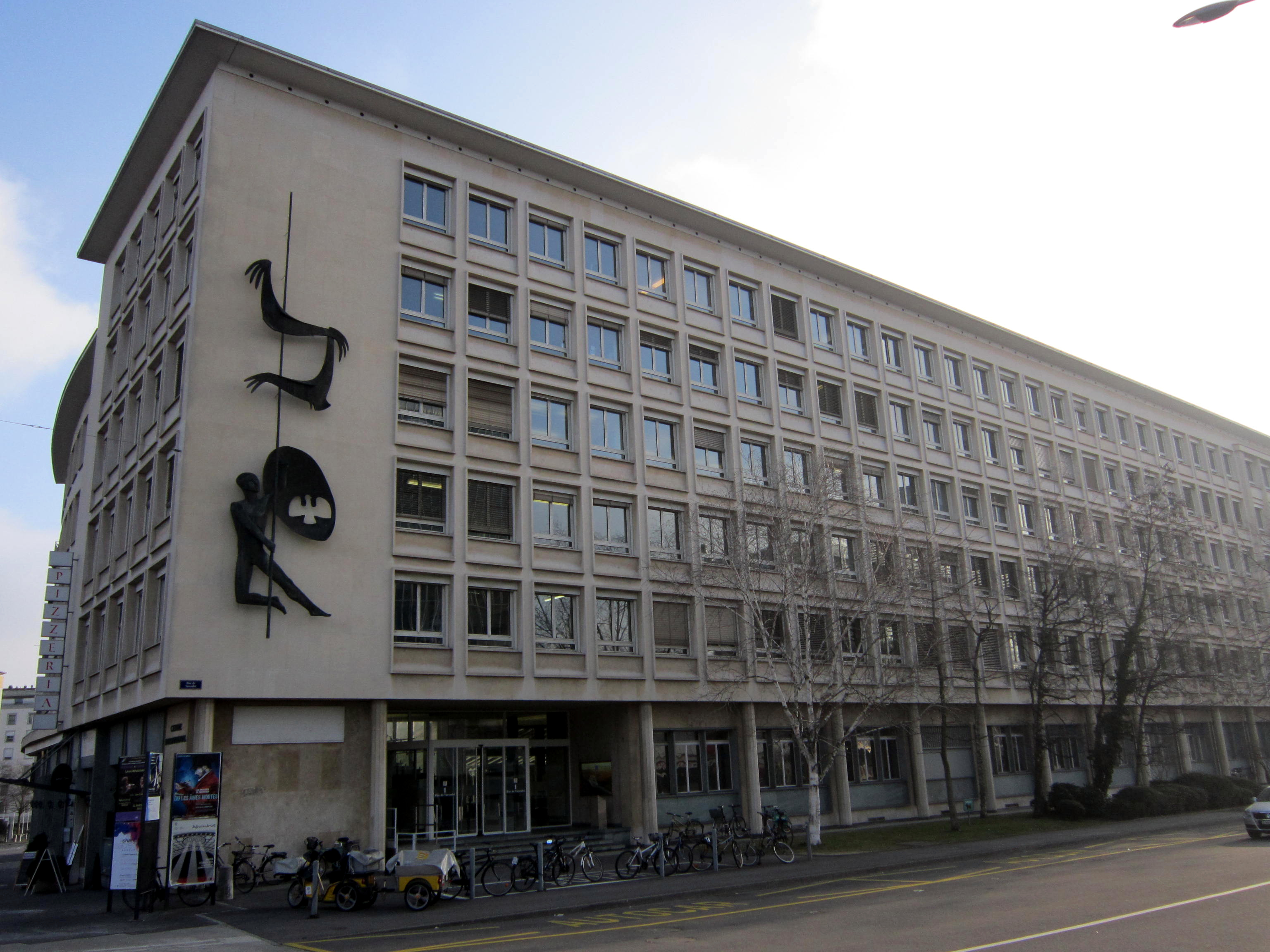
IEC huvudkontor i Genève.

IEC var avgörande för att utveckla och distribuera standarder för måttenheter, särskilt gauss, hertz och weber. Den var också först att förespråka Giorgi-systemet av standarder, senare utvecklat till SI, eller Système International d'unités (på svenska: Internationella måttenhetssystemet, SI-systemet).
År 1938 publicerade den en flerspråkig internationell vokabulär för att förena terminologi som rör elektrisk, elektronisk och relaterad teknik. Denna ansträngning fortsätter, och International Electrotechnical Vocabulary publiceras online som Electropedia.
CISPR (Comité International Spécial des Perturbations Radioélectriques)  är en av de grupper som grundats av IEC.
För närvarande är 89 länder IEC-medlemmar medan ytterligare 85 deltar i Affiliate Country Programme, som inte är en form av medlemskap utan är utformat för att hjälpa industrialiserande länder att bli involverade i IEC. Ursprungligen beläget i London, Storbritannien, flyttade IEC till sitt nuvarande huvudkontor i Genève, Schweiz 1948.
IEC har regionala centra i Afrika (Nairobi, Kenya), Asien (Singapore), Oceanien (Sydney, Australien), Latinamerika (São Paulo, Brasilien) och Nordamerika (Worcester, Massachusetts, USA).
Arbetet utförs av cirka 10 000 el- och elektronikexperter från industri, myndigheter, akademi, testlabb och andra med intresse för ämnet.
IEC-standarder antas ofta som nationella standarder av dess medlemstater. I Europa sker detta samordnat, på elområdet inom organisationen CENELEC, och de flesta standarderna från IEC fastställs också som europeisk standard. Svensk medlem i IEC är SEK Svensk elstandard, som under namnet Svenska Elektrotekniska Kommittén grundades i detta syfte 1907.

## IEC-standarder

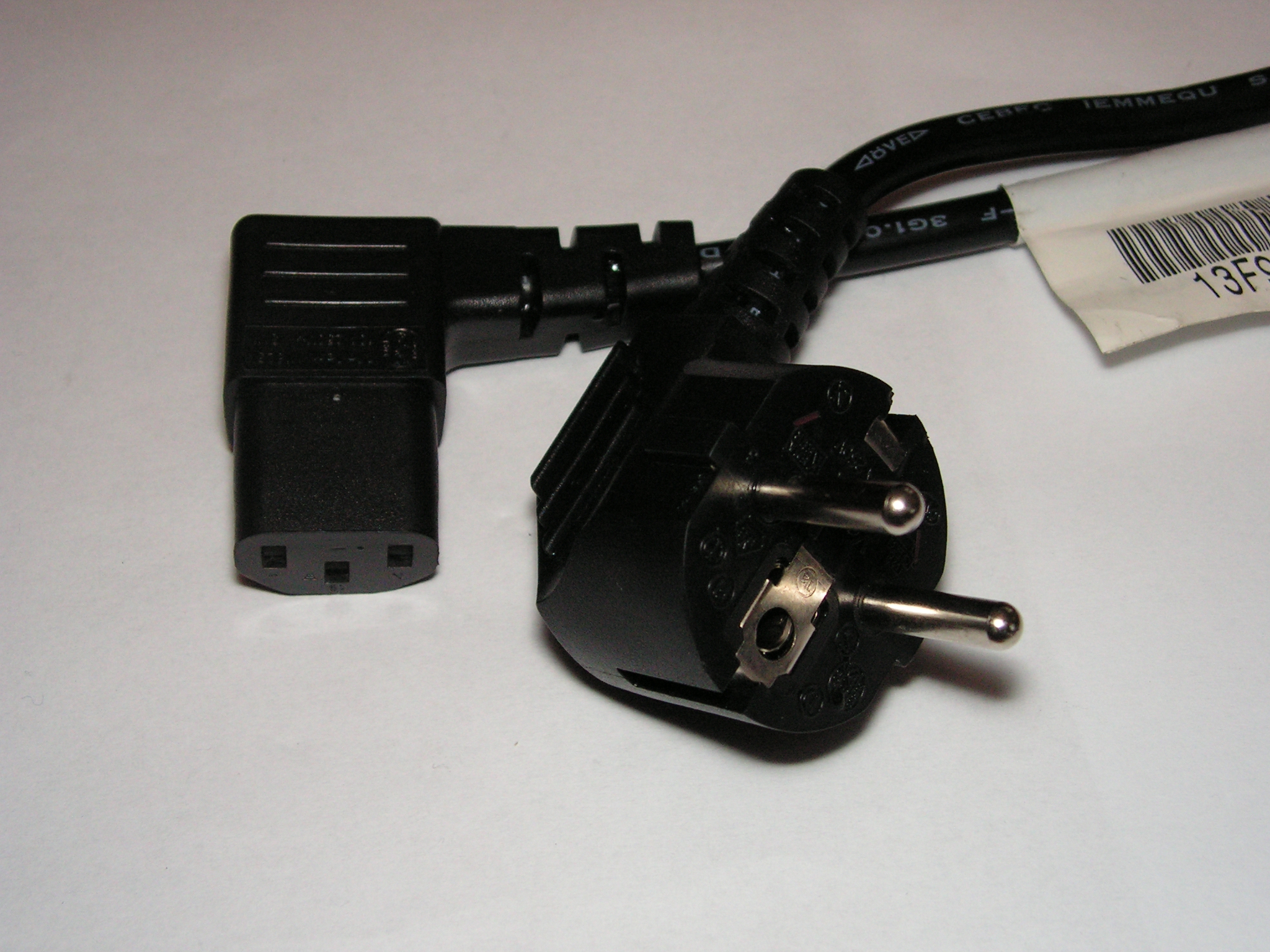
Sladdställ med ett vinklat IEC-anslutningsdon (IEC 60320 C13) och en jordad stickpropp (CEE 7/7).

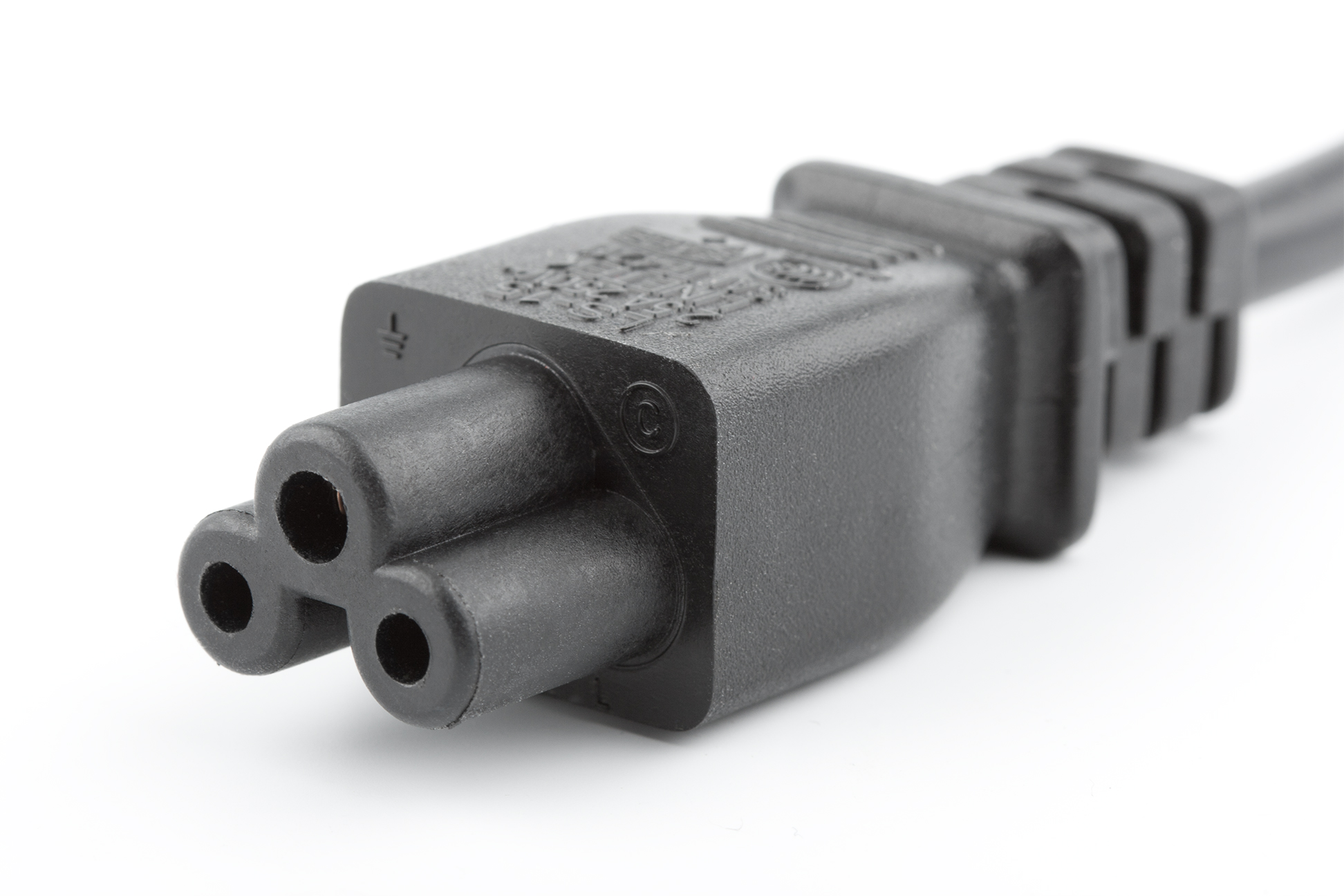
IEC 60320 C5-kontakt

IEC har ett nära samarbete med International Organization for Standardization (ISO) och International Telecommunication Union (ITU). Dessutom samarbetar man med flera stora standardutvecklingsorganisationer, som IEEE som man undertecknade ett samarbetsavtal med 2002, som ändrades 2008 för att inkludera gemensamt utvecklingsarbete.
IEC-standarder som inte är utvecklade tillsammans med ISO har nummer i intervallet 60000–79999 och deras titlar har en form som IEC 60417: Grafiska symboler för användning på utrustning . Efter Dresdenavtalet med CENELEC omvandlades antalet äldre IEC-standarder 1997 genom att lägga till 60000, till exempel blev IEC 27 IEC 60027. Standarder i 60000-serien föregås också av EN för att ange att IEC-standarden också antas av CENELEC som en europeisk standard; till exempel finns IEC 60034 även tillgänglig som EN 60034.
Standarder utvecklade tillsammans med ISO, såsom ISO/IEC 26300 ( Öppet dokumentformat för kontorstillämpningar (OpenDocument) v1.0 ), ISO/IEC 27001 ( Informationsteknik, Säkerhetstekniker, Informationssäkerhetsledningssystem, Krav) och ISO/IEC 17000-serien, bär akronymen för båda organisationerna. Användningen av ISO/IEC-prefixet omfattar publikationer från ISO/IEC Joint Technical Committee 1 – Information Technology, såväl som standarder för bedömning av överensstämmelse som utvecklats av ISO CASCO (kommittén för bedömning av överensstämmelse) och IEC CAB (styrelsen för bedömning av överensstämmelse). Andra standarder som utvecklats i samarbete mellan IEC och ISO tilldelas nummer i 80000-serien, som IEC 82045–1.
IEC-standarder antas också av andra certifierande organ som BSI (Storbritannien), CSA (Kanada), UL & ANSI / INCITS (USA), SABS (Sydafrika), Standards Australia , SPC / GB (Kina) och DIN (Tyskland). IEC-standarder som antagits av andra certifierande organ kan ha vissa noterade skillnader från den ursprungliga IEC-standarden..

## Medlemskap och deltagande
IEC består av medlemmar, kallade nationella kommittéer (NC), och varje NC representerar sin nations elektrotekniska intressen i IEC. Detta omfattar tillverkare, leverantörer, distributörer och leverantörer, konsumenter och användare, alla nivåer av statliga myndigheter, professionella föreningar och branschorganisationer samt standardutvecklare från nationella standardiseringsorgan. Nationella kommittéer är sammansatta på olika sätt. Vissa NC är endast offentlig sektor, vissa är en kombination av offentlig och privat sektor, och vissa är endast privat sektor. Cirka 90 procent av dem som utarbetar IEC-standarder arbetar inom industrin.IEC:s medlemsländer är: 

### Fullständiga medlemmar
- Algeriet
- Argentina
- Australien
- Belarus
- Belgien
- Brasilien
- Bulgarien
- Colombia
- Chile
- Danmark
- Egypten
- Filippinerna
- Finland
- Frankrike
- Förenade Arabemiraten
- Grekland
- Indien
- Indonesien
- Iran
- Irak
- Irland
- Israel
- Italien
- Japan
- Kanada
- Kina
- Kroatien
- Kuwait
- Libyen
- Luxemburg
- Malaysia
- Mexiko
- Nepal
- Nederländerna
- Nigeria
- Norge
- Nya Zeeland
- Oman
- Pakistan
- Peru
- Polen
- Portugal
- Qatar
- Rumänien
- Ryssland
- Saudiarabien
- Schweiz
- Serbien
- Singapore
- Slovakien
- Slovenien
- Spanien
- Storbritannien
- Sverige
- Sydafrika
- Sydkorea
- Thailand
- Tjeckien
- Turkiet
- Tyskland
- Ukraina
- Ungern
- USA
- Österrike

### Associerade medlemmar (begränsad rösträtt och ledningsrätt)
- Albanien[10]
- Bahrain
- Bangladesh
- Bosnien och Hercegovina
- Cypern
- Estland
- Etiopien
- Georgien[10]
- Ghana
- Island
- Jordanien[10]
- Kazakstan
- Kenya
- Kuba
- Lettland
- Litauen
- Nordmakedonien
- Malta
- Moldavien[10]
- Montenegro
- Marocko
- Nordkorea
- Sri Lanka
- Tunisien
- Vietnam
- Uganda

### Anslutna
År 2001 och som svar på uppmaningar från WTO att öppna sig för fler utvecklingsländer, lanserade IEC Affiliate Country Program för att uppmuntra utvecklingsländer att engagera sig i kommissionens arbete eller att använda dess internationella standarder. Länder som undertecknar ett löfte att delta i arbetet och att uppmuntra användningen av IEC-standarder i nationella standarder och föreskrifter ges tillgång till ett begränsat antal tekniska kommittédokument i syfte att kommentera. Dessutom kan de välja ett begränsat antal IEC-standarder för deras nationella standardbibliotek.Länder som deltar i Affiliate Country Program är: 
- Afghanistan
- Angola
- Antigua och Barbuda
- Armenien
- Azerbajdzjan
- Barbados
- Belize
- Benin
- Bhutan
- Bolivia
- Botswana
- Brunei
- Burkina Faso
- Burundi
- Centralafrikanska republiken
- Chad
- Comorerna
- Congo (Rep. of)
- Congo (Democratic Rep. of)
- Costa Rica
- Dominica
- Dominikanska republiken
- Ecuador
- Elfenbenskusten
- El Salvador
- Eritrea
- Fiji
- Gabon
- Grenada
- Guatemala
- Guinea
- Guinea Bissau
- Guyana
- Haiti
- Honduras
- Jamaica
- Kap Verde
- Kambodja
- Kamerun
- Kyrgyzstan
- Laos
- Lesotho
- Libanon
- Madagaskar
- Malawi
- Mali
- Mauretanien
- Mauritius
- Mongoliet
- Mozambique
- Myanmar
- Namibia
- Nepal
- Niger
- Palestina
- Panama
- Papua New Guinea
- Paraguay
- Rwanda
- Saint Lucia
- Saint Vincent och Grenadinerna
- São Tomé och Príncipe
- Senegal
- Seychellerna
- Sierra Leone
- Sudan
- Sydsudan
- Surinam
- Swaziland
- Syrien
- Tanzania
- Gambia
- Togo
- Trinidad och Tobago
- Turkmenistan
- Uruguay
- Uzbekistan
- Venezuela
- Yemen
- Zambia
- Zimbabwe

## Teknisk information
- Graphical Symbols
- Hydraulic Turbines Arkiverad 2018-11-17
- Switchgear Arkiverad 2019-09-10
- Dependability
- Power Systems Management
- Fiberoptik
- Audio, video och multimediasystem och utrustning

## Standarder och verktyg publicerade i databasformat
- International Electrotechnical Vocabulary
- IEC Glossary
- IEC 60061: Lamp caps, lampholders and gauges
- IEC 60417 Graphical Symbols for Use on Equipment
- IEC 60617: Graphical Symbols for Diagrams